# 中洲岛 (福州)

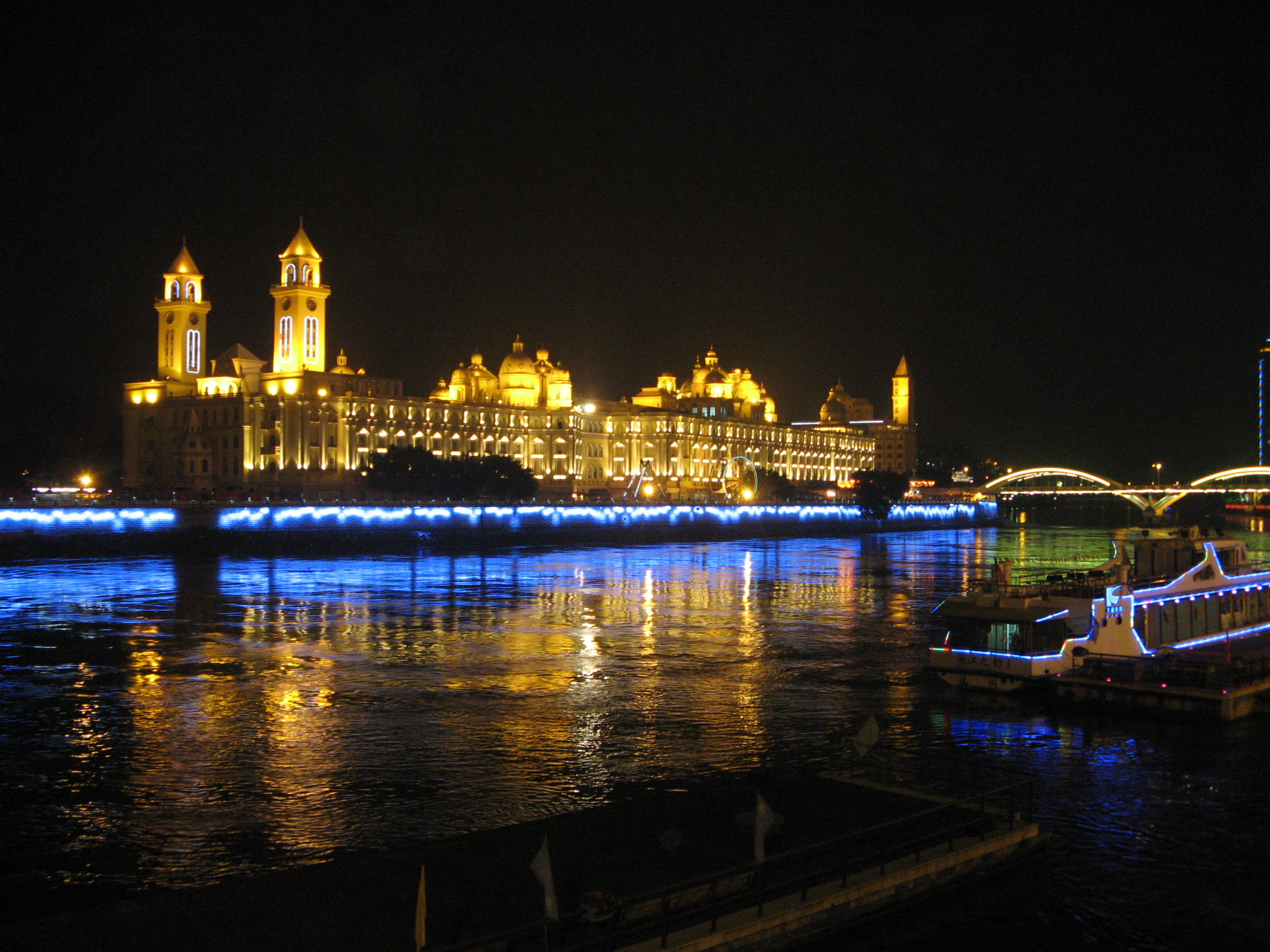
闽江之上的中洲岛

中洲岛是中国福建省福州市台江区闽江江心的一座岛屿，位于解放大桥一侧。该岛总建筑面积7万平方米，曾被誉为“南台明珠”，是“榕城十大景观”之一。岛屿与江岸陆地之间有万寿桥和江南桥，其中万寿桥已有600多年的历史，是闽江上最古老的石桥。
中洲岛上的中洲基督教堂，原是中国第一处地方教会—福州教会所建最大的一个聚会所。1948年，福州教会发生大复兴，信徒人数大量增加，于是其教会领袖倪柝声将中洲岛中东巷24号祖产奉献出来，改建成福州教会第二个聚会所。1966年文革中聚会所被关闭。1980年恢复聚会。1993年，中洲岛改建为公园，只保留中洲聚会处。2000年－2002年，中洲岛开发，该教堂移位到西侧重建。
岛上设有解放大桥水位站，始建于1935年，每天收集水位、雨量、水质等数据。